# Кремльов Умар Назарович

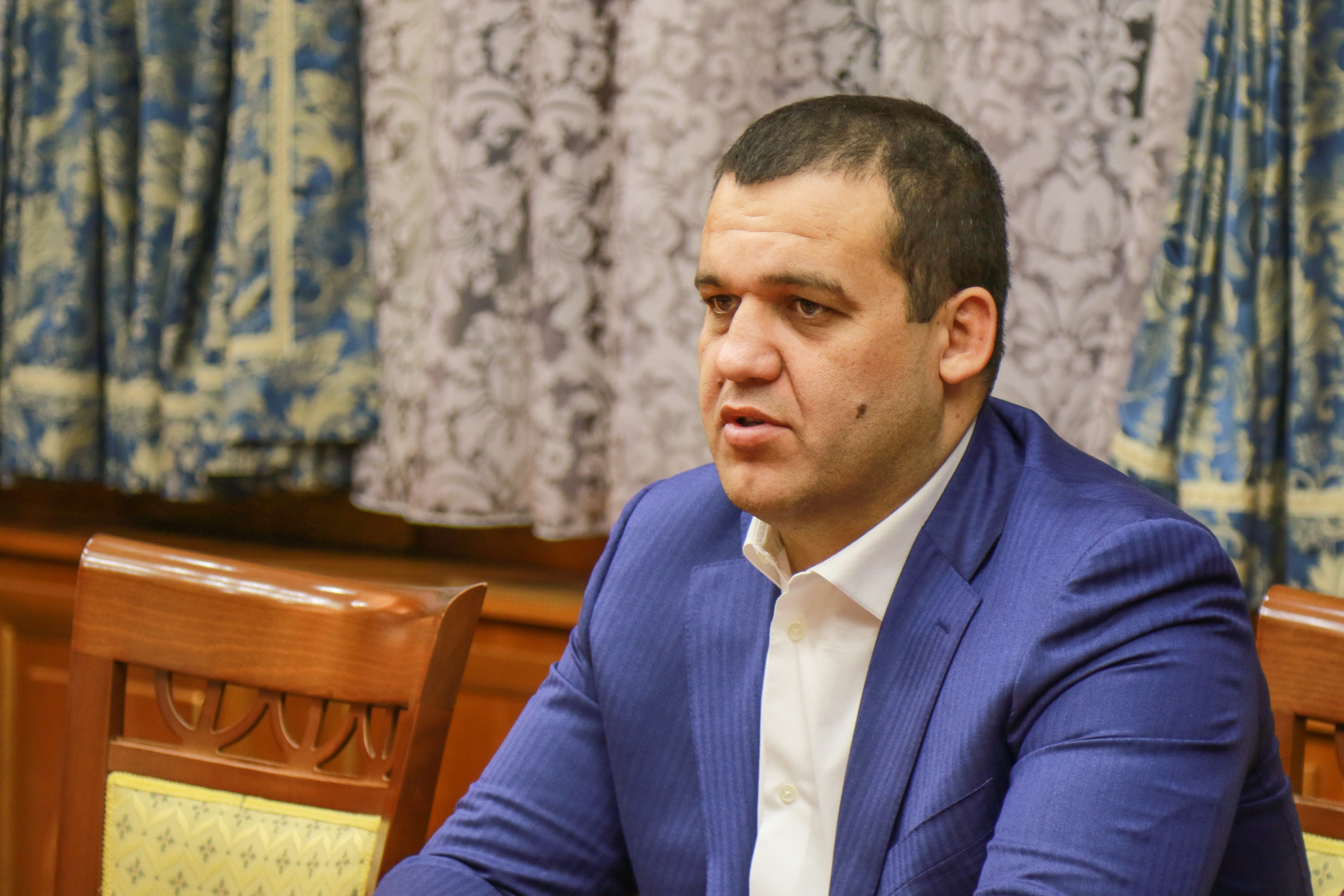
Умар Кремльов

Умар Кремльов ( рос . Умар Назарович Кремльов ; нар. 1 листопада 1982 року в Серпухові ) — російський спортивний функціонер. З лютого 2017 року є генеральним секретарем і членом виконкому Федерації боксу Росії . З 2020 - президент Міжнародної боксерської асоціації (IBA) 

## Біографія і кар'єра
Народився 1 листопада 1982 року в Серпухові Московської області . Займався боксом у місцевому палаці спорту Закінчив Московську державну академію комунального господарства і будівництва  Стверджується, що Кремльов працював у транспортній компанії ТОВ «Трансстройком», а з 2009 по 2012 рік обіймав посаду президента Центру Стратегічного розвитку і модернізації.  До липня 2017 року він був керівником Patriot Boxing Promotions і працював з такими боксерами, як Рой Джонс-молодший,  Федір Чудінов,  Дмитро Чудінов і Михайло Алоян .
3 листопада 2018 року Кремльов був обраний (63 голоси) до Виконавчого комітету Міжнародної боксерської асоціації (AIBA, пізніше IBA) на Конгресі AIBA в Москві, і, таким чином став першим росіянином, який був висунутий членом Виконкому AIBA.  23 лютого 2019 року більшістю голосів (25 із 40) на Генеральній асамблеї EUBC у Москві був обраний першим віце-президентом Європейської боксерської конфедерації (EUBC).
21 листопада 2019 року Кремльов був призначений головою комісії з маркетингу AIBA на позачерговому засіданні виконавчого комітету AIBA; пізніше він організував Континентальні форуми AIBA для країн Америки, Океанії та Азії в 2020 році.  
12 грудня 2020 обраний Президентом Міжнародної асоціації боксу. Вибори проходили в дистанційному режимі в умовах пандемії, Кремльов набрав 57.33 % голосів, на засіданні брали участь представники 155 національних федерацій з різних континентів.

## Оцінки
Міжнародний олімпійський комітет (МОК) стурбований керівництвом Кремльова IBA . Кремльов має зв’язки з Володимиром Путіним, переніс більшу частину діяльності IBA з Швейцарії до Росії, витратив значні кошти на очевидну саморекламу та виступає проти незалежного призначення суддів і рефері.   МОК також був стурбований тим фактом, що єдиним спонсором IBA є російська компанія Газпром, яка підтримує російське вторгнення в Україну. У вересні 2022 року IBA проголосувала проти президентських виборів, закріпивши позицію Кремльова як президента організації. 